# Saint-Oyens
Saint-Oyens is een gemeente en plaats in het Zwitserse kanton Vaud en maakt sinds 2008 deel uit van het district Morges. Voor 1 januari 2008 maakte de gemeente deel uit van het toen opgeheven district Aubonne.
Saint-Oyens telt 309 inwoners.
De naam verwijst naar de heilige Eugendus of Oyen van Condat (5e - 6e eeuw).